# 納爾遜鎮區 (北達科他州巴恩斯縣)
納爾遜鎮區（英語：Nelson Township）是位於美國北達科他州巴恩斯縣的一個鎮區。

## 地方資料
納爾遜鎮區的面積為93.30平方千米，當中陸地面積為93.18平方千米，而水域面積為0.11平方千米。根據2010年美國人口普查的數據，當地共有人口57人，而人口密度為每平方千米0.61人。